# Sidste nat med kliken
Sidste nat med kliken (originaltitel American Graffiti) er en amerikansk drama- og filmkomedie fra 1973, instrueret af George Lucas og produceret af Francis Ford Coppola. Store dele af manuskriptet var baseret på George Lucas' egne erindringer fra teenageårene i Modesto i Californien. Filmen var en lavbudget-film, hvor store dele af on-location optagelserne foregik i aftentimerne og blev gennemført på omkring en måned.
Den blev udgivet tre år før den første Star Wars-film, Et nyt håb (også en Lucas-film). Faktisk supplerede American Graffiti til meget af Star Wars-filmens budget.
Sidste nat med kliken regnes som en filmklassiker og i 1995 blev den fundet betydningsfuld nok ("culturally, historically, or aesthetically significant") af USAs Library of Congress til at blive bevaret af deres National Film Registry.
Filmen blev i 1979 efterfulgt af den langt mindre succesfulde More American Graffiti.

## Modtagelse
Filmen blev meget godt modtaget af anmelderne og har opnået så meget som 97% på Rotten Tomatoes. Den kendte amerikanske filmanmelder Roger Ebert gav den «full pott».
Den blev i 1974 tildelt to Golden Globes, i kategorierne bedste film (musical/komedie) og bedste mandlige nykommer. Den blev nomineret i yderligere to kategorier. Det bør også nævnes at den blev nomineret til fem Oscar-priser (blandt andet bedste film og bedste regi). Det kan ellers nævnes at filmen vandt en KCFCC Award, en Bronze Leopard ved Locarno International Film Festival, en NSFC Award og en NYFCC Award. Den blev også nomineret til en Writers Guild of America.

## Miljø
I «sociologisk» forstand tilhører filmens teenagere den amerikanske ungdomsgeneration som kom efter McCarthy-tiden og før Vietnam for alvor blev et politisk-militært mareridt og en moralsk skam. En optimisme fandtes, præsidenten hed endnu Kennedy. Senere i tiåret eksploderede det i ghettoerne og på campusene.

## Medvirkende
| - Richard Dreyfuss .... Curt Henderson - Ron Howard .... Steve Bolander - Paul Le Mat .... John Milner - Charles Martin Smith .... Terry "The Toad" Fields - Cindy Williams .... Laurie Henderson - Candy Clark .... Debbie "Deb" Dunham - Mackenzie Phillips .... Carol - Harrison Ford .... Bob Falfa - Bo Hopkins .... Joe Young - Wolfman Jack .... Disc Jockey | - Kathleen Quinlan .... Peg - Manuel Padilla Jr. .... Carlos - Beau Gentry .... Ants - Jim Bohan .... Officer Holstein - Jana Bellan .... Budda - Flash Cadillac & the Continental Kids .... Herbie and the Heartbeats - Suzanne Somers .... Blonde in T-Bird - Deby Celiz .... Wendy - Lynne Marie Stewart .... Bobbie Tucker |